# Gracilisuchus
Gracilisuchus var ett släkte kräldjur som levde under mitten av trias. Fossil från Gracilisuchus har påträffats i Argentina. Den enda kända arten är Gracilisuchus stipanicicorum.
Gricilisuchus blev omkring 30 centimeter lång. Den hörde till krokodildjurens nära släktingar, och hade två rader av benplattor som skyddade ryggen ned till svansen. Den kunde springa upprätt på två ben när den ville röra sig fort, och jagade troligen små ödlor.